# Olli Olé
Olli Olé, de son vrai nom Oliver Ringleb, né le 8 février 1975 à Essen, est un chanteur allemand.

## Biographie
Sa musique festive lui vaut de participer à des concerts lors de fêtes, de carnavals, d'Oktoberfests et de fête de tir.
Son personnage joue de sa calvitie et porte un t-shirt jaune et un bermuda rouge (couleurs de l'Espagne).

## Discographie
Singles
- Mach ma lecker einen fertig (2009)
- Voll wie ne Eule (2010)
- Nackt seh ich noch besser aus (2011)
- Wenn wir schaun, schaun, schaun (Après-Ski-Version) (2011)
- Wenn wir schaun, schaun, schaun (Mallorca-Version) (2012)
- Alarm in der Hütte (2012)
- Zähne putzen, Pipi machen, ab ins Bett (2013)
- Wo sind die geilen Weiber (2014)
- Hoch die Hände Wochenende (2015)

## Source de la traduction
- (de) Cet article est partiellement ou en totalité issu de l’article de Wikipédia en allemand intitulé « Olli Olé » (voir la liste des auteurs).